# Fundación Atapuerca
La Fundación Atapuerca es una entidad sin ánimo de lucro con sede en Ibeas de Juarros, en las proximidades de la sierra de Atapuerca.

## Origen
La Fundación Atapuerca se originó para investigar la evolución humana. Existe también un proyecto bajo el nombre de Proyecto Atapuerca.
A partir de los hallazgos en 1992 y 1994 en la Sima de los Huesos de restos humanos de más de 900.000 años de antigüedad, el 26 de julio de 1999 se originó la Fundación Atapuerca, bajo la fundación de Juan Luis Arsuaga, José María Bermúdez de Castro y Eudald Carbonell. Asimismo, los tres fundadores son los vicepresidentes del Patronato de la Fundación Atapuerca, el máximo órgano de gobierno de la Fundación Atapuerca, constituido por instituciones privadas. Los restos arqueológicos encontrados en 1992 y 1994 pertenecían a Homo antecessor.

## Objetivos
Mediante campañas de excavaciones la Fundación Atapuerca apoya al Equipo de Investigación de Atapuerca. Se mejora el entorno y se difunden los restos arqueológicos hallados y las investigaciones sobre éstos.